# Ectropoceros ecdela
Ectropoceros ecdela är en fjärilsart som beskrevs av Turner 1926. Ectropoceros ecdela ingår i släktet Ectropoceros och familjen äkta malar. Inga underarter finns listade i Catalogue of Life.